# Tamaria triseriata
Tamaria triseriata is een zeester uit de familie Ophidiasteridae.
De wetenschappelijke naam van de soort werd in 1906 gepubliceerd door Walter Kenrick Fisher.